# 莫特格乡
莫特格乡，是中华人民共和国新疆维吾尔自治区塔城地区和布克赛尔蒙古自治县下辖的一个乡镇级行政单位。

## 行政区划
莫特格乡下辖以下地区：
莫特格村、规德格村、夏尔古村、套瓦契村、敖包特村、哈尔萨拉村、哈尔尕特村和吉木格尔村。